# فرانك ر. ريد
فرانك ر. ريد (بالإنجليزية: Frank R. Reid)‏ هو محامي وسياسي أمريكي، ولد في 18 أبريل 1879 في الولايات المتحدة، وتوفي في 25 يناير 1945. حزبياً، نشط في الحزب الجمهوري. وقد انتخب عضو مجلس نواب إلينوي وانتخب عضو مجلس النواب الأمريكي.